# Jane Goodallová
Valerie Jane Morris Goodallová (* 3. dubna 1934) je anglická bioložka zabývající se výzkumem primátů – zejména šimpanzů.

## Život a kariéra
Již v mládí se zajímala o zvířata. Po ukončení studií krátce pracovala na Oxfordské univerzitě a ve svých 23 letech odcestovala na pozvání svého přítele do Keni.
Začala zde pracovat spolu se slavným primatologem Louisem Leakeyem; ten rozvinul její zájem o šimpanze a podpořil ji při jejím rozhodnutí studovat tato zvířata ve volné přírodě v Národním parku Gombe v Tanzanii. Během dlouhé doby udělala mnoho objevů – zjistila například, že šimpanzi používají nástroje, že dokážou projevovat své emoce a že jsou masožravci, ale také např. to, že se mezi sebou vraždí. Šimpanze v Gombe studovala 45 let a získala si tak světovou pověst jako odborník na chování primátů.
Napsala několik knih a v roce 1977 založila The Jane Goodall Institute, jehož cílem je výzkum, vzdělávání a ochrana divoké přírody. Českou republiku navštívila například v roce 2004 a znovu v roce 2016.
V roce 2021 obdržela Templetonovu cenu 
V květnu 2024 se stala kmotrou gorilí samičky narozené v Zoo Praha. Pro malou gorilu nížinnou vybrala jméno Gaia, kterým je v řecké mytologii nazývána bohyně Země i samotná planeta Země.

## Vyznamenání
- důstojník Řádu čestné legie (Francie, 17. ledna 2006)
- velkodůstojník Řádu zásluh o Italskou republiku (Itálie, 8. února 2011)[5]
- Řád zlaté archy (Nizozemsko, 1980)
- dáma-komandérka Řádu britského impéria (Spojené království, 14. června 2003) – udělen princem Charlesem